# Attentato di Ramat Rachel
L'attentato di Ramat Rachel fu un attacco armato compiuta da soldati della Legione araba, il 23 settembre 1956, che aprirono il fuoco dal confine tra Israele e Giordania su un gruppo di archeologi israeliani che lavoravano all'interno del territorio israeliano vicino al Kibbutz Ramat Rachel. Quattro archeologi ebrei rimasero uccisi nell'evento e altri 16 vennero feriti.

## L'attacco
Domenica 23 settembre 1956, si tenne un tour per un gruppo di archeologi israeliani negli scavi archeologici vicino al Kibbutz Ramat Rachel. Durante il tour venne aperto il fuoco di mitragliatrice sugli archeologi delle postazioni giordane dal monastero di Mar Elias vicino alla strada Gerusalemme-Betlemme. I colpi uccisero quattro persone, tra cui l'archeologo Jacob Pinkerfeld, e altri 16 sono rimasti feriti. Un'altra persona rimasta gravemente ferita nella sparatoria alla fine morì per le ferite cinque anni dopo.

## Reazioni
- Giordania: la Giordania espresse rammarico per l'incidente e incolpò un solo soldato che sarebbe stato "improvvisamente preso dalla follia".[3]
- Israele: il portavoce del ministero degli esteri israeliano definì la versione della Giordania completamente infondata, citando testimoni dell'evento che affermarono che due mitragliatrici e tre fucili sarebbero state chiaramente viste sparare da due avamposti dell'esercito giordano oltre il confine contro gli archeologi di Ramat Rachel.[3]

## Conseguenze
In risposta all'attacco di Ramat Rachel, le forze di difesa israeliane effettuarono l'operazione Lulav il 25 settembre 1956; il contrattacco si svolse nel villaggio arabo di Husan, vicino a Betlemme.